# تسوروجي
تسوروجي (باليابانية: 剣) أو ياماتوزوروجي (باليابانية: 倭剣) أو نيهونكين (باليابانية: 日本剣) هو سيف ياباني. تُستخدم الكلمة في الغرب للإشارة إلى نوع معين من السيوف اليابانية المستقيمة ذات الحدين المستخدمة في العصور القديمة (على عكس السيوف المنحنية ذات الحواف المفردة مثل كاتانا).  في اليابانية ، يستخدم المصطلح لجميع أنواع السيوف الدولية الطويلة ذات الحدين.

## التاريخ
مصطلح تسوروجي يشير إلى سلاح مستقيم ذو حدين من اليابان.  أسُتخدم في القرن الخامس خلال فترة كوفون، إلى القرن التاسع خلال فترة هييآن. هو سيف له حافتان، أحدهما على كل جانب من نصله، على عكس تاتشي، أو كاتانا، أو واكيزاشي، أو أوداتشي، التي لها حافة قطع واحدة فقط، على أحد جانبي النصل. من القرن التاسع، بدأ تطوير التاتشي المنحني، والذي نشأ منه كاتانا. بعد القرن العاشر، تم تخصيصه لأضرحة الشنتو والمعابد البوذية.